# Birr (Irland)
Birr (Irland) (Irsk: Biorra) er en irsk by i County Offaly og County Tipperary i provinsen Munster, i den sydvestlige del af Republikken Irland med en befolkning (inkl. opland) på 5.081 indb i 2006 (4.436 i 2002)